# Diosig
Diosig (ungarisch Bihardiószeg) ist eine Großgemeinde im Kreis Bihor im Nordwesten Rumäniens. Die Gemeinde besteht aus zwei Orten; Diosig dem Verwaltungssitz und dem Dorf Ianca.

## Geografie
Durch die Gemeinde fließt der Ier.
Diosig grenzt an folgende Gemeinden:
| Létavértes (HU-HB) | Kokad (HU-HB) Álmosd (HU-HB)                | Cherechiu |
| Pocsaj (HU-HB)     | Kompassrose, die auf Nachbargemeinden zeigt | Ciuhoi    |
|                    | Roșiori                                     | Sălard    |

## Geschichte
Die erste urkundliche Erwähnung des Ortes Diosig stammt aus dem Jahr 1278, damals noch Gyozik. Die Erwähnung steht im Zusammenhang mit dem ersten Besitzern der Familie Dorog aus dem Hause Gutkeled.

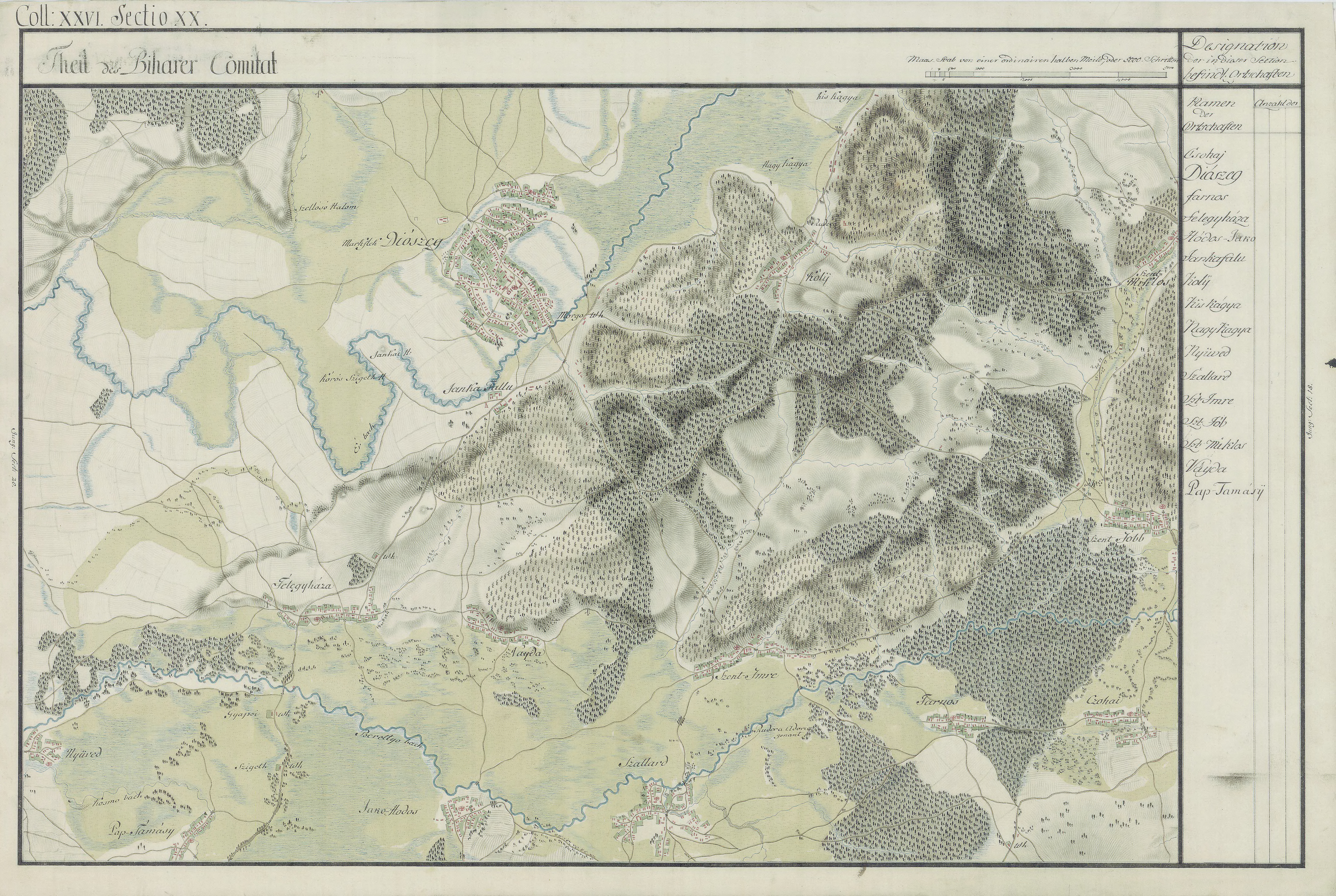
Diószeg und Janca Fallu (Mitte) um 1782 (Aufnahmeblatt der Josephinischen Landesaufnahme)
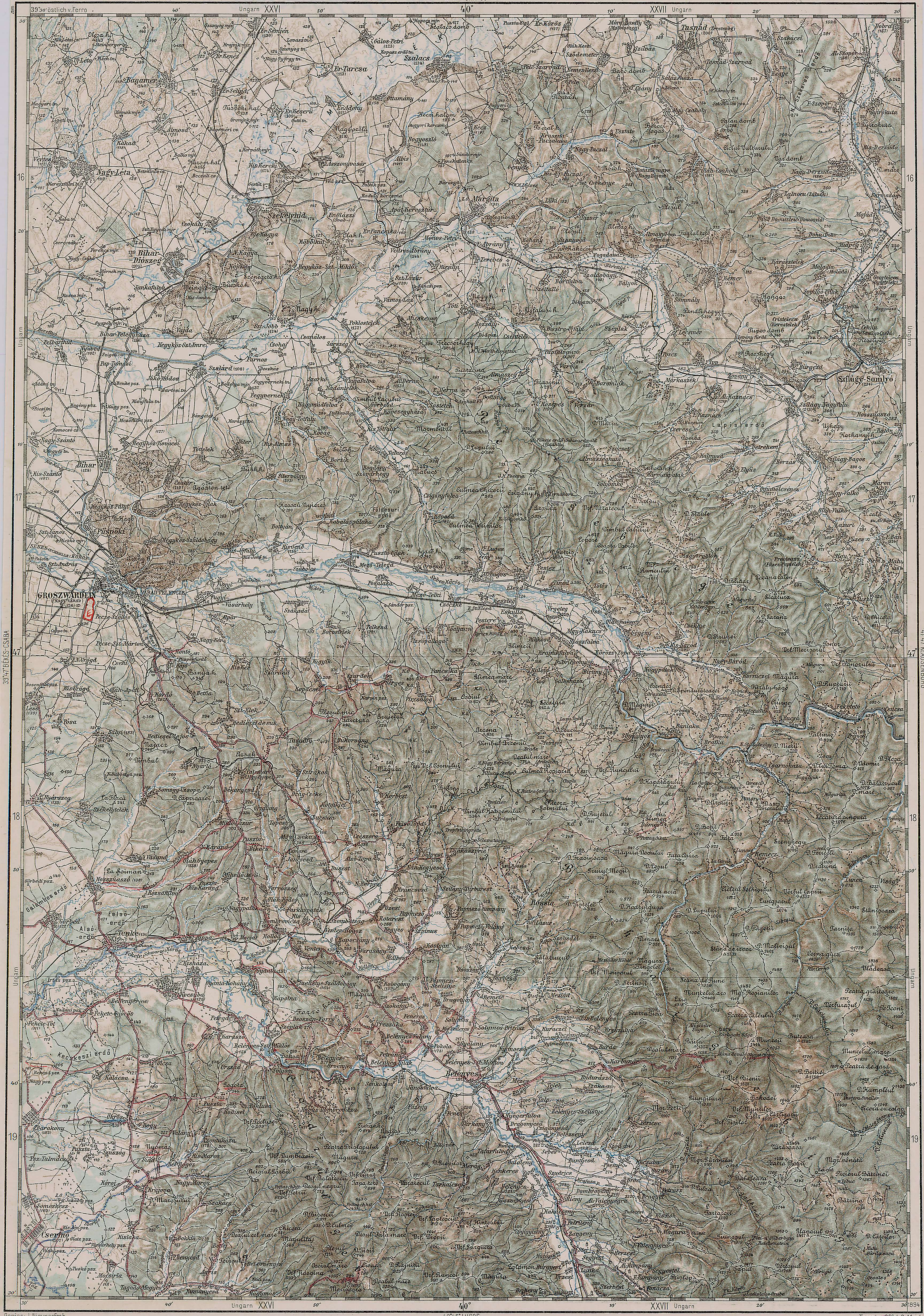
Bihar Diószeg und Jankafalua (N 47° 18'; O 39° 39') um 1892 (Aufnahmeblatt der Franzisco-Josephinischen Landesaufnahme)

## Verkehr
Durch die Gemeinde führen die Europastraße 671 und die Bahnstrecke Debrecen–Sighetu Marmației.

## Sehenswürdigkeiten
- Das Schloss Zichy[3]

## Persönlichkeiten
- István Diószegi (1635–1698), evangelischer Bischof[4]
- Pál Kiss (1809–1867), General[5]
- Mihály Kornya (1844–1917), Baptistenprediger[6]